# Lista de bens tombados em Cananéia
A lista de bens tombados de Cananéia reúne itens do patrimônio cultural e histórico de Cananéia. Os tombamentos estaduais foram realizados pelo Conselho de Defesa do Patrimônio Histórico, Arqueológico, Artístico e Turístico (CONDEPHAAT). Dentre os patrimônios tombados está o Parque Estadual da Ilha do Cardoso que é parte do Patrimônio Mundial da UNESCO, inscrito em 02 de dezembro de 1999 por fazer parte das Reservas de Mata Atlântica do Sudeste.
| Imagem | Bem                                                     | Data de fundação   | Coordenadas                  | Tombamento                                                                      | Referência |
| ------ | ------------------------------------------------------- | ------------------ | ---------------------------- | ------------------------------------------------------------------------------- | ---------- |
|        | Centro histórico de Cananéia                            |                    | 25° 00′ 57″ S, 47° 55′ 39″ O | bem tombado pelo CONDEPHAAT                                                     |            |
|        | Edifício à Praça Martim Afonso, 01                      |                    | 25° 00′ 58″ S, 47° 55′ 38″ O | bem tombado pelo CONDEPHAAT                                                     |            |
|        | Edifício à Praça Martim Afonso, 04                      |                    | 25° 00′ 58″ S, 47° 55′ 39″ O | bem tombado pelo CONDEPHAAT                                                     |            |
|        | Edifício à Praça Martim Afonso, 1-D                     |                    | 25° 00′ 58″ S, 47° 55′ 39″ O | bem tombado pelo CONDEPHAAT                                                     |            |
|        | Edifício à Praça Martim Afonso, s/n                     |                    | 25° 00′ 58″ S, 47° 55′ 39″ O | bem tombado pelo CONDEPHAAT                                                     |            |
|        | Edifício à Rua João III, 33                             |                    |                              | bem tombado pelo CONDEPHAAT                                                     |            |
|        | Edifício à Rua João III, 64                             |                    | 25° 00′ 59″ S, 47° 55′ 38″ O | bem tombado pelo CONDEPHAAT                                                     |            |
|        | Edifício à Rua João III, 74                             |                    | 25° 00′ 58″ S, 47° 55′ 39″ O | bem tombado pelo CONDEPHAAT                                                     |            |
|        | Edifício à Rua Tristão Lobo, 25                         |                    |                              | bem tombado pelo CONDEPHAAT                                                     |            |
|        | Edifício à Rua Tristão Lobo, 27                         |                    | 25° 00′ 58″ S, 47° 55′ 39″ O | bem tombado pelo CONDEPHAAT                                                     |            |
|        | Edifício à Rua Tristão Lobo, 41                         |                    | 25° 01′ 02″ S, 47° 55′ 44″ O | bem tombado pelo CONDEPHAAT                                                     |            |
|        | Edifício à Rua Tristão Lobo, 43                         |                    |                              | bem tombado pelo CONDEPHAAT                                                     |            |
|        | Edifício à Rua Tristão Lobo, 45                         |                    |                              | bem tombado pelo CONDEPHAAT                                                     |            |
|        | Edifício à Rua Tristão Lobo, 47                         |                    |                              | bem tombado pelo CONDEPHAAT                                                     |            |
|        | Edifício à Rua Tristão Lobo, 79                         |                    |                              | bem tombado pelo CONDEPHAAT                                                     |            |
|        | Edifício à Rua Tristão Lobo, 87                         |                    |                              | bem tombado pelo CONDEPHAAT                                                     |            |
|        | Edifício à Rua Tristão Lobo, nº 29/19                   |                    | 25° 00′ 58″ S, 47° 55′ 39″ O | bem tombado pelo CONDEPHAAT                                                     |            |
|        | Edifício à Rua dos Bandeirantes, 01                     |                    |                              | bem tombado pelo CONDEPHAAT                                                     |            |
|        | Edifício à Rua dos Bandeirantes, 03                     |                    |                              | bem tombado pelo CONDEPHAAT                                                     |            |
|        | Edifício à Rua dos Bandeirantes, 12                     |                    |                              | bem tombado pelo CONDEPHAAT                                                     |            |
|        | Edifício à Rua dos Bandeirantes, 21                     |                    |                              | bem tombado pelo CONDEPHAAT                                                     |            |
|        | Igreja Matriz de Cananéia                               |                    | 25° 00′ 58″ S, 47° 55′ 39″ O | bem tombado pelo CONDEPHAAT Património de Influência Portuguesa (base de dados) |            |
|        | Imóvel à Avenida Beira Mar, nº 11                       |                    | 25° 00′ 58″ S, 47° 55′ 39″ O | bem tombado pelo CONDEPHAAT                                                     |            |
|        | Imóvel à Avenida Beira Mar, nº 135                      |                    | 25° 00′ 58″ S, 47° 55′ 39″ O | bem tombado pelo CONDEPHAAT                                                     |            |
|        | Imóvel à Avenida Beira Mar, nº 159                      |                    | 25° 00′ 58″ S, 47° 55′ 39″ O | bem tombado pelo CONDEPHAAT                                                     |            |
|        | Imóvel à Avenida Beira Mar, nº 2/121                    |                    | 25° 00′ 58″ S, 47° 55′ 39″ O | bem tombado pelo CONDEPHAAT                                                     |            |
|        | Imóvel à Avenida Beira Mar, nº 209                      |                    | 25° 00′ 58″ S, 47° 55′ 39″ O | bem tombado pelo CONDEPHAAT                                                     |            |
|        | Imóvel à Avenida Beira Mar, nº 219                      |                    | 25° 00′ 51″ S, 47° 55′ 36″ O | bem tombado pelo CONDEPHAAT                                                     |            |
|        | Imóvel à Avenida Beira Mar, nº 25/93                    |                    | 25° 00′ 58″ S, 47° 55′ 39″ O | bem tombado pelo CONDEPHAAT                                                     |            |
|        | Imóvel à Avenida Beira Mar, nº 27                       |                    | 25° 00′ 58″ S, 47° 55′ 39″ O | bem tombado pelo CONDEPHAAT                                                     |            |
|        | Imóvel à Avenida Beira Mar, nº 37/155                   |                    | 25° 00′ 58″ S, 47° 55′ 39″ O | bem tombado pelo CONDEPHAAT                                                     |            |
|        | Imóvel à Avenida Beira Mar, nº 49                       |                    | 25° 00′ 58″ S, 47° 55′ 39″ O | bem tombado pelo CONDEPHAAT                                                     |            |
|        | Imóvel à Avenida Beira Mar, nº 49/83                    |                    | 25° 00′ 58″ S, 47° 55′ 39″ O | bem tombado pelo CONDEPHAAT                                                     |            |
|        | Imóvel à Avenida Beira Mar, nº 7                        |                    | 25° 00′ 58″ S, 47° 55′ 39″ O | bem tombado pelo CONDEPHAAT                                                     |            |
|        | Imóvel à Avenida Beira Mar, nº 83                       |                    | 25° 00′ 58″ S, 47° 55′ 39″ O | bem tombado pelo CONDEPHAAT                                                     |            |
|        | Imóvel à Avenida Beira Mar, nº 9                        |                    | 25° 00′ 58″ S, 47° 55′ 39″ O | bem tombado pelo CONDEPHAAT                                                     |            |
|        | Imóvel à Avenida Beira Mar, nº s/n                      |                    | 25° 00′ 58″ S, 47° 55′ 39″ O | bem tombado pelo CONDEPHAAT                                                     |            |
|        | Imóvel à Avenida Beira Mar, nº s/n                      |                    | 25° 00′ 58″ S, 47° 55′ 39″ O | bem tombado pelo CONDEPHAAT                                                     |            |
|        | Imóvel à Avenida Beira Mar, nº s/n                      |                    | 25° 00′ 58″ S, 47° 55′ 39″ O | bem tombado pelo CONDEPHAAT                                                     |            |
|        | Imóvel à Avenida Beira Mar, nº s/n                      |                    | 25° 00′ 58″ S, 47° 55′ 39″ O | bem tombado pelo CONDEPHAAT                                                     |            |
|        | Imóvel à Avenida Beira Mar, nº s/n/5                    |                    | 25° 00′ 58″ S, 47° 55′ 39″ O | bem tombado pelo CONDEPHAAT                                                     |            |
|        | Imóvel à Avenida Beira Mar, nº s/n/50                   |                    | 25° 00′ 58″ S, 47° 55′ 39″ O | bem tombado pelo CONDEPHAAT                                                     |            |
|        | Imóvel à Avenida Beira Mar, s/n                         |                    | 25° 00′ 58″ S, 47° 55′ 39″ O | bem tombado pelo CONDEPHAAT                                                     |            |
|        | Imóvel à Avenida Beira Mar, s/n                         |                    | 25° 00′ 58″ S, 47° 55′ 39″ O | bem tombado pelo CONDEPHAAT                                                     |            |
|        | Imóvel à Praça Martim Afonso de Souza, nº 131           |                    | 25° 00′ 58″ S, 47° 55′ 39″ O | bem tombado pelo CONDEPHAAT                                                     |            |
|        | Imóvel à Praça Martim Afonso de Souza, nº 2/2A          |                    | 25° 00′ 58″ S, 47° 55′ 39″ O | bem tombado pelo CONDEPHAAT                                                     |            |
|        | Imóvel à Praça Martim Afonso de Souza, nº 37            |                    | 25° 00′ 58″ S, 47° 55′ 39″ O | bem tombado pelo CONDEPHAAT                                                     |            |
|        | Imóvel à Praça Martim Afonso de Souza, nº 41/185        |                    | 25° 00′ 58″ S, 47° 55′ 39″ O | bem tombado pelo CONDEPHAAT                                                     |            |
|        | Imóvel à Praça Martim Afonso de Souza, nº 5/7           |                    | 25° 00′ 58″ S, 47° 55′ 39″ O | bem tombado pelo CONDEPHAAT                                                     |            |
|        | Imóvel à Praça Martim Afonso de Souza, nº 6             |                    | 25° 00′ 58″ S, 47° 55′ 39″ O | bem tombado pelo CONDEPHAAT                                                     |            |
|        | Imóvel à Praça Martim Afonso de Souza, nº 9/25          |                    | 25° 00′ 58″ S, 47° 55′ 39″ O | bem tombado pelo CONDEPHAAT                                                     |            |
|        | Imóvel à Praça Martim Afonso de Souza, nº s/n           |                    | 25° 00′ 58″ S, 47° 55′ 39″ O | bem tombado pelo CONDEPHAAT                                                     |            |
|        | Imóvel à Rua Américo dos Santos, nº s/n                 |                    | 25° 00′ 58″ S, 47° 55′ 39″ O | bem tombado pelo CONDEPHAAT                                                     |            |
|        | Imóvel à Rua Apolinário Araújo, nº 1/38                 |                    | 25° 00′ 58″ S, 47° 55′ 39″ O | bem tombado pelo CONDEPHAAT                                                     |            |
|        | Imóvel à Rua Apolinário Araújo, nº 100/110              |                    | 25° 00′ 58″ S, 47° 55′ 39″ O | bem tombado pelo CONDEPHAAT                                                     |            |
|        | Imóvel à Rua Apolinário Araújo, nº 118                  |                    | 25° 00′ 58″ S, 47° 55′ 39″ O | bem tombado pelo CONDEPHAAT                                                     |            |
|        | Imóvel à Rua Apolinário Araújo, nº 128                  |                    | 25° 00′ 58″ S, 47° 55′ 39″ O | bem tombado pelo CONDEPHAAT                                                     |            |
|        | Imóvel à Rua Apolinário Araújo, nº 138                  |                    | 25° 00′ 58″ S, 47° 55′ 39″ O | bem tombado pelo CONDEPHAAT                                                     |            |
|        | Imóvel à Rua Apolinário Araújo, nº 146/s/n              |                    | 25° 00′ 58″ S, 47° 55′ 39″ O | bem tombado pelo CONDEPHAAT                                                     |            |
|        | Imóvel à Rua Apolinário Araújo, nº 16/274/275           |                    | 25° 00′ 58″ S, 47° 55′ 39″ O | bem tombado pelo CONDEPHAAT                                                     |            |
|        | Imóvel à Rua Apolinário Araújo, nº 18/276               |                    | 25° 00′ 58″ S, 47° 55′ 39″ O | bem tombado pelo CONDEPHAAT                                                     |            |
|        | Imóvel à Rua Apolinário Araújo, nº 26                   |                    | 25° 00′ 58″ S, 47° 55′ 39″ O | bem tombado pelo CONDEPHAAT                                                     |            |
|        | Imóvel à Rua Apolinário Araújo, nº 272/6                |                    | 25° 00′ 58″ S, 47° 55′ 39″ O | bem tombado pelo CONDEPHAAT                                                     |            |
|        | Imóvel à Rua Apolinário Araújo, nº 273                  |                    | 25° 00′ 58″ S, 47° 55′ 39″ O | bem tombado pelo CONDEPHAAT                                                     |            |
|        | Imóvel à Rua Apolinário Araújo, nº 273/22/277           |                    | 25° 00′ 58″ S, 47° 55′ 39″ O | bem tombado pelo CONDEPHAAT                                                     |            |
|        | Imóvel à Rua Apolinário Araújo, nº 296                  |                    | 25° 00′ 58″ S, 47° 55′ 39″ O | bem tombado pelo CONDEPHAAT                                                     |            |
|        | Imóvel à Rua Apolinário Araújo, nº 44                   |                    | 25° 00′ 58″ S, 47° 55′ 39″ O | bem tombado pelo CONDEPHAAT                                                     |            |
|        | Imóvel à Rua Apolinário Araújo, nº 55                   |                    | 25° 00′ 58″ S, 47° 55′ 39″ O | bem tombado pelo CONDEPHAAT                                                     |            |
|        | Imóvel à Rua Apolinário Araújo, nº 66                   |                    | 25° 00′ 58″ S, 47° 55′ 39″ O | bem tombado pelo CONDEPHAAT                                                     |            |
|        | Imóvel à Rua Apolinário Araújo, nº 70/76                |                    | 25° 00′ 58″ S, 47° 55′ 39″ O | bem tombado pelo CONDEPHAAT                                                     |            |
|        | Imóvel à Rua Apolinário Araújo, nº s/n                  |                    | 25° 00′ 58″ S, 47° 55′ 39″ O | bem tombado pelo CONDEPHAAT                                                     |            |
|        | Imóvel à Rua Apolinário Araújo, nº s/n                  |                    | 25° 00′ 58″ S, 47° 55′ 39″ O | bem tombado pelo CONDEPHAAT                                                     |            |
|        | Imóvel à Rua Apolinário Araújo, nº s/n                  |                    | 25° 00′ 58″ S, 47° 55′ 39″ O | bem tombado pelo CONDEPHAAT                                                     |            |
|        | Imóvel à Rua Apolinário Araújo, s/n                     |                    | 25° 00′ 58″ S, 47° 55′ 39″ O | bem tombado pelo CONDEPHAAT                                                     |            |
|        | Imóvel à Rua Apolinário Araújo, s/n                     |                    | 25° 00′ 58″ S, 47° 55′ 39″ O | bem tombado pelo CONDEPHAAT                                                     |            |
|        | Imóvel à Rua Bandeirantes, nº 121                       |                    | 25° 00′ 58″ S, 47° 55′ 39″ O | bem tombado pelo CONDEPHAAT                                                     |            |
|        | Imóvel à Rua Bandeirantes, nº 129                       |                    | 25° 00′ 58″ S, 47° 55′ 39″ O | bem tombado pelo CONDEPHAAT                                                     |            |
|        | Imóvel à Rua Bandeirantes, nº 139                       |                    | 25° 00′ 58″ S, 47° 55′ 39″ O | bem tombado pelo CONDEPHAAT                                                     |            |
|        | Imóvel à Rua Bandeirantes, nº 150                       |                    | 25° 00′ 58″ S, 47° 55′ 39″ O | bem tombado pelo CONDEPHAAT                                                     |            |
|        | Imóvel à Rua Bandeirantes, nº 175                       |                    | 25° 00′ 58″ S, 47° 55′ 39″ O | bem tombado pelo CONDEPHAAT                                                     |            |
|        | Imóvel à Rua Bandeirantes, nº 26                        |                    | 25° 00′ 58″ S, 47° 55′ 39″ O | bem tombado pelo CONDEPHAAT                                                     |            |
|        | Imóvel à Rua Bandeirantes, nº 28                        |                    | 25° 00′ 58″ S, 47° 55′ 39″ O | bem tombado pelo CONDEPHAAT                                                     |            |
|        | Imóvel à Rua Bandeirantes, nº 29/217/s/n                |                    | 25° 00′ 58″ S, 47° 55′ 39″ O | bem tombado pelo CONDEPHAAT                                                     |            |
|        | Imóvel à Rua Bandeirantes, nº 32                        |                    | 25° 00′ 58″ S, 47° 55′ 39″ O | bem tombado pelo CONDEPHAAT                                                     |            |
|        | Imóvel à Rua Bandeirantes, nº 40/44                     |                    | 25° 00′ 58″ S, 47° 55′ 39″ O | bem tombado pelo CONDEPHAAT                                                     |            |
|        | Imóvel à Rua Bandeirantes, nº 43/215/216/s/n            |                    | 25° 00′ 58″ S, 47° 55′ 39″ O | bem tombado pelo CONDEPHAAT                                                     |            |
|        | Imóvel à Rua Bandeirantes, nº 45/3/214                  |                    | 25° 00′ 58″ S, 47° 55′ 39″ O | bem tombado pelo CONDEPHAAT                                                     |            |
|        | Imóvel à Rua Bandeirantes, nº 58                        |                    | 25° 00′ 58″ S, 47° 55′ 39″ O | bem tombado pelo CONDEPHAAT                                                     |            |
|        | Imóvel à Rua Bandeirantes, nº 59                        |                    | 25° 00′ 58″ S, 47° 55′ 39″ O | bem tombado pelo CONDEPHAAT                                                     |            |
|        | Imóvel à Rua Bandeirantes, nº 67                        |                    | 25° 00′ 58″ S, 47° 55′ 39″ O | bem tombado pelo CONDEPHAAT                                                     |            |
|        | Imóvel à Rua Bandeirantes, nº 69                        |                    | 25° 00′ 58″ S, 47° 55′ 39″ O | bem tombado pelo CONDEPHAAT                                                     |            |
|        | Imóvel à Rua Bandeirantes, nº 70/20                     |                    | 25° 00′ 58″ S, 47° 55′ 39″ O | bem tombado pelo CONDEPHAAT                                                     |            |
|        | Imóvel à Rua Bandeirantes, nº 76                        |                    | 25° 00′ 58″ S, 47° 55′ 39″ O | bem tombado pelo CONDEPHAAT                                                     |            |
|        | Imóvel à Rua Bandeirantes, nº 77                        |                    | 25° 00′ 58″ S, 47° 55′ 39″ O | bem tombado pelo CONDEPHAAT                                                     |            |
|        | Imóvel à Rua Bandeirantes, nº s/n                       |                    | 25° 00′ 58″ S, 47° 55′ 39″ O | bem tombado pelo CONDEPHAAT                                                     |            |
|        | Imóvel à Rua Bandeirantes, nº s/n/50                    |                    | 25° 00′ 58″ S, 47° 55′ 39″ O | bem tombado pelo CONDEPHAAT                                                     |            |
|        | Imóvel à Rua Bandeirantes, s/n                          |                    | 25° 00′ 58″ S, 47° 55′ 39″ O | bem tombado pelo CONDEPHAAT                                                     |            |
|        | Imóvel à Rua Bandeirantes, s/n                          |                    | 25° 00′ 58″ S, 47° 55′ 39″ O | bem tombado pelo CONDEPHAAT                                                     |            |
|        | Imóvel à Rua Capitão Ernesto Martins Simões, nº 230     |                    | 25° 00′ 58″ S, 47° 55′ 39″ O | bem tombado pelo CONDEPHAAT                                                     |            |
|        | Imóvel à Rua Capitão Ernesto Martins Simões, nº 233     |                    | 25° 00′ 58″ S, 47° 55′ 39″ O | bem tombado pelo CONDEPHAAT                                                     |            |
|        | Imóvel à Rua Capitão Ernesto Martins Simões, nº 241     |                    | 25° 00′ 58″ S, 47° 55′ 39″ O | bem tombado pelo CONDEPHAAT                                                     |            |
|        | Imóvel à Rua Capitão Ernesto Martins Simões, nº 242     |                    | 25° 00′ 58″ S, 47° 55′ 39″ O | bem tombado pelo CONDEPHAAT                                                     |            |
|        | Imóvel à Rua Capitão Ernesto Martins Simões, nº 247     |                    | 25° 00′ 58″ S, 47° 55′ 39″ O | bem tombado pelo CONDEPHAAT                                                     |            |
|        | Imóvel à Rua Capitão Ernesto Martins Simões, nº 250     |                    | 25° 00′ 58″ S, 47° 55′ 39″ O | bem tombado pelo CONDEPHAAT                                                     |            |
|        | Imóvel à Rua Capitão Ernesto Martins Simões, nº 253     |                    | 25° 00′ 58″ S, 47° 55′ 39″ O | bem tombado pelo CONDEPHAAT                                                     |            |
|        | Imóvel à Rua Capitão Ernesto Martins Simões, nº 259     |                    | 25° 00′ 58″ S, 47° 55′ 39″ O | bem tombado pelo CONDEPHAAT                                                     |            |
|        | Imóvel à Rua Capitão Ernesto Martins Simões, nº s/n     |                    | 25° 00′ 58″ S, 47° 55′ 39″ O | bem tombado pelo CONDEPHAAT                                                     |            |
|        | Imóvel à Rua Capitão Ernesto Martins Simões, nº s/n     |                    | 25° 00′ 58″ S, 47° 55′ 39″ O | bem tombado pelo CONDEPHAAT                                                     |            |
|        | Imóvel à Rua Capitão Ernesto Martins Simões, nº s/n     |                    | 25° 00′ 58″ S, 47° 55′ 39″ O | bem tombado pelo CONDEPHAAT                                                     |            |
|        | Imóvel à Rua Capitão Ernesto Martins Simões, nº s/n     |                    | 25° 00′ 58″ S, 47° 55′ 39″ O | bem tombado pelo CONDEPHAAT                                                     |            |
|        | Imóvel à Rua Capitão Ernesto Martins Simões, nº s/n (1) |                    | 25° 00′ 58″ S, 47° 55′ 39″ O | bem tombado pelo CONDEPHAAT                                                     |            |
|        | Imóvel à Rua Capitão Ernesto Martins Simões, nº s/n (2) |                    | 25° 00′ 58″ S, 47° 55′ 39″ O | bem tombado pelo CONDEPHAAT                                                     |            |
|        | Imóvel à Rua Capitão Ernesto Martins Simões, s/n        |                    | 25° 00′ 58″ S, 47° 55′ 39″ O | bem tombado pelo CONDEPHAAT                                                     |            |
|        | Imóvel à Rua Capitão Ernesto Martins Simões, s/n        |                    | 25° 00′ 58″ S, 47° 55′ 39″ O | bem tombado pelo CONDEPHAAT                                                     |            |
|        | Imóvel à Rua Dom João III, nº 100                       |                    | 25° 00′ 58″ S, 47° 55′ 39″ O | bem tombado pelo CONDEPHAAT                                                     |            |
|        | Imóvel à Rua Dom João III, nº 16                        |                    | 25° 00′ 58″ S, 47° 55′ 39″ O | bem tombado pelo CONDEPHAAT                                                     |            |
|        | Imóvel à Rua Dom João III, nº 26                        |                    | 25° 00′ 58″ S, 47° 55′ 39″ O | bem tombado pelo CONDEPHAAT                                                     |            |
|        | Imóvel à Rua Dom João III, nº 32                        |                    | 25° 00′ 58″ S, 47° 55′ 39″ O | bem tombado pelo CONDEPHAAT                                                     |            |
|        | Imóvel à Rua Dom João III, nº 44                        |                    | 25° 00′ 58″ S, 47° 55′ 39″ O | bem tombado pelo CONDEPHAAT                                                     |            |
|        | Imóvel à Rua Dom João III, nº 56                        |                    | 25° 00′ 58″ S, 47° 55′ 39″ O | bem tombado pelo CONDEPHAAT                                                     |            |
|        | Imóvel à Rua Dom João III, nº 6                         |                    | 25° 00′ 58″ S, 47° 55′ 39″ O | bem tombado pelo CONDEPHAAT                                                     |            |
|        | Imóvel à Rua Dom João III, nº 84                        |                    | 25° 00′ 58″ S, 47° 55′ 39″ O | bem tombado pelo CONDEPHAAT                                                     |            |
|        | Imóvel à Rua Dom João III, nº 94                        |                    | 25° 00′ 58″ S, 47° 55′ 39″ O | bem tombado pelo CONDEPHAAT                                                     |            |
|        | Imóvel à Rua Dom João III, nº 99                        |                    | 25° 00′ 58″ S, 47° 55′ 39″ O | bem tombado pelo CONDEPHAAT                                                     |            |
|        | Imóvel à Rua Francisco Chaves, nº 103                   |                    | 25° 00′ 58″ S, 47° 55′ 39″ O | bem tombado pelo CONDEPHAAT                                                     |            |
|        | Imóvel à Rua Francisco Chaves, nº 110                   |                    | 25° 00′ 58″ S, 47° 55′ 39″ O | bem tombado pelo CONDEPHAAT                                                     |            |
|        | Imóvel à Rua Francisco Chaves, nº 116                   |                    | 25° 00′ 58″ S, 47° 55′ 39″ O | bem tombado pelo CONDEPHAAT                                                     |            |
|        | Imóvel à Rua Francisco Chaves, nº 117                   |                    | 25° 00′ 58″ S, 47° 55′ 39″ O | bem tombado pelo CONDEPHAAT                                                     |            |
|        | Imóvel à Rua Francisco Chaves, nº 119                   |                    | 25° 00′ 58″ S, 47° 55′ 39″ O | bem tombado pelo CONDEPHAAT                                                     |            |
|        | Imóvel à Rua Francisco Chaves, nº 126                   |                    | 25° 00′ 58″ S, 47° 55′ 39″ O | bem tombado pelo CONDEPHAAT                                                     |            |
|        | Imóvel à Rua Francisco Chaves, nº 127/328               |                    | 25° 00′ 58″ S, 47° 55′ 39″ O | bem tombado pelo CONDEPHAAT                                                     |            |
|        | Imóvel à Rua Francisco Chaves, nº 130                   |                    | 25° 00′ 58″ S, 47° 55′ 39″ O | bem tombado pelo CONDEPHAAT                                                     |            |
|        | Imóvel à Rua Francisco Chaves, nº 14/475                |                    | 25° 00′ 58″ S, 47° 55′ 39″ O | bem tombado pelo CONDEPHAAT                                                     |            |
|        | Imóvel à Rua Francisco Chaves, nº 140                   |                    | 25° 00′ 58″ S, 47° 55′ 39″ O | bem tombado pelo CONDEPHAAT                                                     |            |
|        | Imóvel à Rua Francisco Chaves, nº 150/330               |                    | 25° 00′ 58″ S, 47° 55′ 39″ O | bem tombado pelo CONDEPHAAT                                                     |            |
|        | Imóvel à Rua Francisco Chaves, nº 16                    |                    | 25° 00′ 58″ S, 47° 55′ 39″ O | bem tombado pelo CONDEPHAAT                                                     |            |
|        | Imóvel à Rua Francisco Chaves, nº 163                   |                    | 25° 00′ 58″ S, 47° 55′ 39″ O | bem tombado pelo CONDEPHAAT                                                     |            |
|        | Imóvel à Rua Francisco Chaves, nº 169                   |                    | 25° 00′ 58″ S, 47° 55′ 39″ O | bem tombado pelo CONDEPHAAT                                                     |            |
|        | Imóvel à Rua Francisco Chaves, nº 173                   |                    | 25° 00′ 58″ S, 47° 55′ 39″ O | bem tombado pelo CONDEPHAAT                                                     |            |
|        | Imóvel à Rua Francisco Chaves, nº 18                    |                    | 25° 00′ 58″ S, 47° 55′ 39″ O | bem tombado pelo CONDEPHAAT                                                     |            |
|        | Imóvel à Rua Francisco Chaves, nº 185                   |                    | 25° 00′ 58″ S, 47° 55′ 39″ O | bem tombado pelo CONDEPHAAT                                                     |            |
|        | Imóvel à Rua Francisco Chaves, nº 203                   |                    | 25° 00′ 58″ S, 47° 55′ 39″ O | bem tombado pelo CONDEPHAAT                                                     |            |
|        | Imóvel à Rua Francisco Chaves, nº 231                   |                    | 25° 00′ 58″ S, 47° 55′ 39″ O | bem tombado pelo CONDEPHAAT                                                     |            |
|        | Imóvel à Rua Francisco Chaves, nº 242                   |                    | 25° 00′ 58″ S, 47° 55′ 39″ O | bem tombado pelo CONDEPHAAT                                                     |            |
|        | Imóvel à Rua Francisco Chaves, nº 247                   |                    | 25° 00′ 58″ S, 47° 55′ 39″ O | bem tombado pelo CONDEPHAAT                                                     |            |
|        | Imóvel à Rua Francisco Chaves, nº 251                   |                    | 25° 00′ 58″ S, 47° 55′ 39″ O | bem tombado pelo CONDEPHAAT                                                     |            |
|        | Imóvel à Rua Francisco Chaves, nº 293                   |                    | 25° 00′ 58″ S, 47° 55′ 39″ O | bem tombado pelo CONDEPHAAT                                                     |            |
|        | Imóvel à Rua Francisco Chaves, nº 306                   |                    | 25° 00′ 58″ S, 47° 55′ 39″ O | bem tombado pelo CONDEPHAAT                                                     |            |
|        | Imóvel à Rua Francisco Chaves, nº 316                   |                    | 25° 00′ 58″ S, 47° 55′ 39″ O | bem tombado pelo CONDEPHAAT                                                     |            |
|        | Imóvel à Rua Francisco Chaves, nº 360                   |                    | 25° 00′ 58″ S, 47° 55′ 39″ O | bem tombado pelo CONDEPHAAT                                                     |            |
|        | Imóvel à Rua Francisco Chaves, nº 372                   |                    | 25° 00′ 58″ S, 47° 55′ 39″ O | bem tombado pelo CONDEPHAAT                                                     |            |
|        | Imóvel à Rua Francisco Chaves, nº 415                   |                    | 25° 00′ 58″ S, 47° 55′ 39″ O | bem tombado pelo CONDEPHAAT                                                     |            |
|        | Imóvel à Rua Francisco Chaves, nº 420                   |                    | 25° 00′ 58″ S, 47° 55′ 39″ O | bem tombado pelo CONDEPHAAT                                                     |            |
|        | Imóvel à Rua Francisco Chaves, nº 471                   |                    | 25° 00′ 58″ S, 47° 55′ 39″ O | bem tombado pelo CONDEPHAAT                                                     |            |
|        | Imóvel à Rua Francisco Chaves, nº 506                   |                    | 25° 00′ 58″ S, 47° 55′ 39″ O | bem tombado pelo CONDEPHAAT                                                     |            |
|        | Imóvel à Rua Francisco Chaves, nº s/n                   |                    | 25° 00′ 58″ S, 47° 55′ 39″ O | bem tombado pelo CONDEPHAAT                                                     |            |
|        | Imóvel à Rua Francisco Chaves, nº s/n                   |                    | 25° 00′ 58″ S, 47° 55′ 39″ O | bem tombado pelo CONDEPHAAT                                                     |            |
|        | Imóvel à Rua Francisco Chaves, nº s/n                   |                    | 25° 00′ 58″ S, 47° 55′ 39″ O | bem tombado pelo CONDEPHAAT                                                     |            |
|        | Imóvel à Rua Francisco Chaves, nº s/n                   |                    | 25° 00′ 58″ S, 47° 55′ 39″ O | bem tombado pelo CONDEPHAAT                                                     |            |
|        | Imóvel à Rua Francisco Chaves, nº s/n                   |                    | 25° 00′ 58″ S, 47° 55′ 39″ O | bem tombado pelo CONDEPHAAT                                                     |            |
|        | Imóvel à Rua Francisco Chaves, nº s/n                   |                    | 25° 00′ 58″ S, 47° 55′ 39″ O | bem tombado pelo CONDEPHAAT                                                     |            |
|        | Imóvel à Rua Francisco Chaves, nº s/n                   |                    | 25° 00′ 58″ S, 47° 55′ 39″ O | bem tombado pelo CONDEPHAAT                                                     |            |
|        | Imóvel à Rua Francisco Chaves, nº s/n                   |                    | 25° 00′ 58″ S, 47° 55′ 39″ O | bem tombado pelo CONDEPHAAT                                                     |            |
|        | Imóvel à Rua Francisco Chaves, nº s/n                   |                    | 25° 00′ 58″ S, 47° 55′ 39″ O | bem tombado pelo CONDEPHAAT                                                     |            |
|        | Imóvel à Rua Francisco Chaves, nº s/n                   |                    | 25° 00′ 58″ S, 47° 55′ 39″ O | bem tombado pelo CONDEPHAAT                                                     |            |
|        | Imóvel à Rua Francisco Chaves, nº s/n                   |                    | 25° 00′ 58″ S, 47° 55′ 39″ O | bem tombado pelo CONDEPHAAT                                                     |            |
|        | Imóvel à Rua Francisco Chaves, nº s/n                   |                    | 25° 00′ 58″ S, 47° 55′ 39″ O | bem tombado pelo CONDEPHAAT                                                     |            |
|        | Imóvel à Rua Francisco Chaves, nº s/n                   |                    | 25° 00′ 58″ S, 47° 55′ 39″ O | bem tombado pelo CONDEPHAAT                                                     |            |
|        | Imóvel à Rua Francisco Chaves, nº s/n                   |                    | 25° 00′ 58″ S, 47° 55′ 39″ O | bem tombado pelo CONDEPHAAT                                                     |            |
|        | Imóvel à Rua Francisco Chaves, nº s/n                   |                    | 25° 00′ 58″ S, 47° 55′ 39″ O | bem tombado pelo CONDEPHAAT                                                     |            |
|        | Imóvel à Rua Francisco Chaves, nº s/n                   |                    | 25° 00′ 58″ S, 47° 55′ 39″ O | bem tombado pelo CONDEPHAAT                                                     |            |
|        | Imóvel à Rua Francisco Chaves, nº s/n                   |                    | 25° 00′ 58″ S, 47° 55′ 39″ O | bem tombado pelo CONDEPHAAT                                                     |            |
|        | Imóvel à Rua Francisco Chaves, nº s/n                   |                    | 25° 00′ 58″ S, 47° 55′ 39″ O | bem tombado pelo CONDEPHAAT                                                     |            |
|        | Imóvel à Rua Francisco Chaves, nº s/n                   |                    | 25° 00′ 58″ S, 47° 55′ 39″ O | bem tombado pelo CONDEPHAAT                                                     |            |
|        | Imóvel à Rua Francisco Chaves, nº s/n                   |                    | 25° 00′ 58″ S, 47° 55′ 39″ O | bem tombado pelo CONDEPHAAT                                                     |            |
|        | Imóvel à Rua Francisco Chaves, nº s/n                   |                    | 25° 00′ 58″ S, 47° 55′ 39″ O | bem tombado pelo CONDEPHAAT                                                     |            |
|        | Imóvel à Rua Francisco Chaves, nº s/n                   |                    | 25° 00′ 58″ S, 47° 55′ 39″ O | bem tombado pelo CONDEPHAAT                                                     |            |
|        | Imóvel à Rua Francisco Chaves, nº s/n                   |                    | 25° 00′ 58″ S, 47° 55′ 39″ O | bem tombado pelo CONDEPHAAT                                                     |            |
|        | Imóvel à Rua Francisco Chaves, s/n                      |                    | 25° 00′ 58″ S, 47° 55′ 39″ O | bem tombado pelo CONDEPHAAT                                                     |            |
|        | Imóvel à Rua Pedro Correa, nº s/n                       |                    | 25° 00′ 58″ S, 47° 55′ 39″ O | bem tombado pelo CONDEPHAAT                                                     |            |
|        | Imóvel à Rua Pedro Correa, nº s/n                       |                    | 25° 00′ 58″ S, 47° 55′ 39″ O | bem tombado pelo CONDEPHAAT                                                     |            |
|        | Imóvel à Rua Pedro Correa, nº s/n                       |                    | 25° 00′ 58″ S, 47° 55′ 39″ O | bem tombado pelo CONDEPHAAT                                                     |            |
|        | Imóvel à Rua Pedro Correa, nº s/n                       |                    | 25° 00′ 58″ S, 47° 55′ 39″ O | bem tombado pelo CONDEPHAAT                                                     |            |
|        | Imóvel à Rua Pero Lobo, nº 75                           |                    | 25° 00′ 58″ S, 47° 55′ 39″ O | bem tombado pelo CONDEPHAAT                                                     |            |
|        | Imóvel à Rua Pero Lobo, nº 9                            |                    | 25° 00′ 58″ S, 47° 55′ 39″ O | bem tombado pelo CONDEPHAAT                                                     |            |
|        | Imóvel à Rua Pero Lobo, nº 9/41                         |                    | 25° 00′ 58″ S, 47° 55′ 39″ O | bem tombado pelo CONDEPHAAT                                                     |            |
|        | Imóvel à Rua Pero Lobo, nº s/n                          |                    | 25° 00′ 58″ S, 47° 55′ 39″ O | bem tombado pelo CONDEPHAAT                                                     |            |
|        | Imóvel à Rua Pero Lobo, nº s/n                          |                    | 25° 00′ 58″ S, 47° 55′ 39″ O | bem tombado pelo CONDEPHAAT                                                     |            |
|        | Imóvel à Rua Pero Lobo, nº s/n                          |                    | 25° 00′ 58″ S, 47° 55′ 39″ O | bem tombado pelo CONDEPHAAT                                                     |            |
|        | Imóvel à Rua Pero Lobo, nº s/n                          |                    | 25° 00′ 58″ S, 47° 55′ 39″ O | bem tombado pelo CONDEPHAAT                                                     |            |
|        | Imóvel à Rua Pero Lobo, nº s/n                          |                    | 25° 00′ 58″ S, 47° 55′ 39″ O | bem tombado pelo CONDEPHAAT                                                     |            |
|        | Imóvel à Rua Pero Lobo, nº s/n                          |                    | 25° 00′ 58″ S, 47° 55′ 39″ O | bem tombado pelo CONDEPHAAT                                                     |            |
|        | Imóvel à Rua Pero Lobo, nº s/n                          |                    | 25° 00′ 58″ S, 47° 55′ 39″ O | bem tombado pelo CONDEPHAAT                                                     |            |
|        | Imóvel à Rua Pero Lobo, nº s/n                          |                    | 25° 00′ 58″ S, 47° 55′ 39″ O | bem tombado pelo CONDEPHAAT                                                     |            |
|        | Imóvel à Rua Pero Lobo, nº s/n                          |                    | 25° 00′ 58″ S, 47° 55′ 39″ O | bem tombado pelo CONDEPHAAT                                                     |            |
|        | Imóvel à Rua Pero Lobo, nº s/n/5                        |                    | 25° 00′ 58″ S, 47° 55′ 39″ O | bem tombado pelo CONDEPHAAT                                                     |            |
|        | Imóvel à Rua Pero Lobo, s/n                             |                    | 25° 00′ 58″ S, 47° 55′ 39″ O | bem tombado pelo CONDEPHAAT                                                     |            |
|        | Imóvel à Rua Pero Lopes, nº s/n                         |                    | 25° 00′ 58″ S, 47° 55′ 39″ O | bem tombado pelo CONDEPHAAT                                                     |            |
|        | Imóvel à Rua Pero Lopes, nº s/n                         |                    | 25° 00′ 58″ S, 47° 55′ 39″ O | bem tombado pelo CONDEPHAAT                                                     |            |
|        | Imóvel à Rua Pero Lopes, nº s/n                         |                    | 25° 00′ 58″ S, 47° 55′ 39″ O | bem tombado pelo CONDEPHAAT                                                     |            |
|        | Imóvel à Rua Thales Bernardes, nº s/n                   |                    | 25° 00′ 58″ S, 47° 55′ 39″ O | bem tombado pelo CONDEPHAAT                                                     |            |
|        | Imóvel à Rua Thales Bernardes, nº s/n                   |                    | 25° 00′ 58″ S, 47° 55′ 39″ O | bem tombado pelo CONDEPHAAT                                                     |            |
|        | Imóvel à Rua Thales Bernardes, nº s/n                   |                    | 25° 00′ 58″ S, 47° 55′ 39″ O | bem tombado pelo CONDEPHAAT                                                     |            |
|        | Imóvel à Rua Thales Bernardes, nº s/n                   |                    | 25° 00′ 58″ S, 47° 55′ 39″ O | bem tombado pelo CONDEPHAAT                                                     |            |
|        | Imóvel à Rua Thales Bernardes, nº s/n                   |                    | 25° 00′ 58″ S, 47° 55′ 39″ O | bem tombado pelo CONDEPHAAT                                                     |            |
|        | Imóvel à Rua Thales Bernardes, nº s/n                   |                    | 25° 00′ 58″ S, 47° 55′ 39″ O | bem tombado pelo CONDEPHAAT                                                     |            |
|        | Imóvel à Rua Thales Bernardes, nº s/n (1)               |                    | 25° 00′ 58″ S, 47° 55′ 39″ O | bem tombado pelo CONDEPHAAT                                                     |            |
|        | Imóvel à Rua Thales Bernardes, nº s/n (2)               |                    | 25° 00′ 58″ S, 47° 55′ 39″ O | bem tombado pelo CONDEPHAAT                                                     |            |
|        | Imóvel à Rua Thales Bernardes, nº s/n (3)               |                    | 25° 00′ 58″ S, 47° 55′ 39″ O | bem tombado pelo CONDEPHAAT                                                     |            |
|        | Imóvel à Rua Thales Bernardes, s/n 1                    |                    | 25° 00′ 58″ S, 47° 55′ 39″ O | bem tombado pelo CONDEPHAAT                                                     |            |
|        | Imóvel à Rua Thales Bernardes, s/n 3                    |                    | 25° 00′ 58″ S, 47° 55′ 39″ O | bem tombado pelo CONDEPHAAT                                                     |            |
|        | Imóvel à Rua Tristão Lobo, nº 105/232                   |                    | 25° 00′ 58″ S, 47° 55′ 39″ O | bem tombado pelo CONDEPHAAT                                                     |            |
|        | Imóvel à Rua Tristão Lobo, nº 113/231                   |                    | 25° 00′ 58″ S, 47° 55′ 39″ O | bem tombado pelo CONDEPHAAT                                                     |            |
|        | Imóvel à Rua Tristão Lobo, nº 123                       |                    | 25° 00′ 58″ S, 47° 55′ 39″ O | bem tombado pelo CONDEPHAAT                                                     |            |
|        | Imóvel à Rua Tristão Lobo, nº 124                       |                    | 25° 00′ 58″ S, 47° 55′ 39″ O | bem tombado pelo CONDEPHAAT                                                     |            |
|        | Imóvel à Rua Tristão Lobo, nº 133/155                   |                    | 25° 00′ 58″ S, 47° 55′ 39″ O | bem tombado pelo CONDEPHAAT                                                     |            |
|        | Imóvel à Rua Tristão Lobo, nº 136/Q92                   |                    | 25° 00′ 58″ S, 47° 55′ 39″ O | bem tombado pelo CONDEPHAAT                                                     |            |
|        | Imóvel à Rua Tristão Lobo, nº 141/250                   |                    | 25° 00′ 58″ S, 47° 55′ 39″ O | bem tombado pelo CONDEPHAAT                                                     |            |
|        | Imóvel à Rua Tristão Lobo, nº 146/181                   |                    | 25° 00′ 58″ S, 47° 55′ 39″ O | bem tombado pelo CONDEPHAAT                                                     |            |
|        | Imóvel à Rua Tristão Lobo, nº 150/159                   |                    | 25° 00′ 58″ S, 47° 55′ 39″ O | bem tombado pelo CONDEPHAAT                                                     |            |
|        | Imóvel à Rua Tristão Lobo, nº 152                       |                    | 25° 00′ 58″ S, 47° 55′ 39″ O | bem tombado pelo CONDEPHAAT                                                     |            |
|        | Imóvel à Rua Tristão Lobo, nº 152/149/53                |                    | 25° 00′ 58″ S, 47° 55′ 39″ O | bem tombado pelo CONDEPHAAT                                                     |            |
|        | Imóvel à Rua Tristão Lobo, nº 153/151/133               |                    | 25° 00′ 58″ S, 47° 55′ 39″ O | bem tombado pelo CONDEPHAAT                                                     |            |
|        | Imóvel à Rua Tristão Lobo, nº 154/51/141                |                    | 25° 00′ 58″ S, 47° 55′ 39″ O | bem tombado pelo CONDEPHAAT                                                     |            |
|        | Imóvel à Rua Tristão Lobo, nº 163/149/167/169           |                    | 25° 00′ 58″ S, 47° 55′ 39″ O | bem tombado pelo CONDEPHAAT                                                     |            |
|        | Imóvel à Rua Tristão Lobo, nº 169/148                   |                    | 25° 00′ 58″ S, 47° 55′ 39″ O | bem tombado pelo CONDEPHAAT                                                     |            |
|        | Imóvel à Rua Tristão Lobo, nº 174                       |                    | 25° 00′ 58″ S, 47° 55′ 39″ O | bem tombado pelo CONDEPHAAT                                                     |            |
|        | Imóvel à Rua Tristão Lobo, nº 179/173/147/63            |                    | 25° 00′ 58″ S, 47° 55′ 39″ O | bem tombado pelo CONDEPHAAT                                                     |            |
|        | Imóvel à Rua Tristão Lobo, nº 184                       |                    | 25° 00′ 58″ S, 47° 55′ 39″ O | bem tombado pelo CONDEPHAAT                                                     |            |
|        | Imóvel à Rua Tristão Lobo, nº 185                       |                    | 25° 00′ 58″ S, 47° 55′ 39″ O | bem tombado pelo CONDEPHAAT                                                     |            |
|        | Imóvel à Rua Tristão Lobo, nº 190                       |                    | 25° 00′ 58″ S, 47° 55′ 39″ O | bem tombado pelo CONDEPHAAT                                                     |            |
|        | Imóvel à Rua Tristão Lobo, nº 191/69                    |                    | 25° 00′ 58″ S, 47° 55′ 39″ O | bem tombado pelo CONDEPHAAT                                                     |            |
|        | Imóvel à Rua Tristão Lobo, nº 197                       |                    | 25° 00′ 58″ S, 47° 55′ 39″ O | bem tombado pelo CONDEPHAAT                                                     |            |
|        | Imóvel à Rua Tristão Lobo, nº 199/143/71                |                    | 25° 00′ 58″ S, 47° 55′ 39″ O | bem tombado pelo CONDEPHAAT                                                     |            |
|        | Imóvel à Rua Tristão Lobo, nº 200                       |                    | 25° 00′ 58″ S, 47° 55′ 39″ O | bem tombado pelo CONDEPHAAT                                                     |            |
|        | Imóvel à Rua Tristão Lobo, nº 202                       |                    | 25° 00′ 58″ S, 47° 55′ 39″ O | bem tombado pelo CONDEPHAAT                                                     |            |
|        | Imóvel à Rua Tristão Lobo, nº 22                        |                    | 25° 00′ 58″ S, 47° 55′ 39″ O | bem tombado pelo CONDEPHAAT                                                     |            |
|        | Imóvel à Rua Tristão Lobo, nº 225                       |                    | 25° 00′ 58″ S, 47° 55′ 39″ O | bem tombado pelo CONDEPHAAT                                                     |            |
|        | Imóvel à Rua Tristão Lobo, nº 226                       |                    | 25° 00′ 58″ S, 47° 55′ 39″ O | bem tombado pelo CONDEPHAAT                                                     |            |
|        | Imóvel à Rua Tristão Lobo, nº 227                       |                    | 25° 00′ 58″ S, 47° 55′ 39″ O | bem tombado pelo CONDEPHAAT                                                     |            |
|        | Imóvel à Rua Tristão Lobo, nº 23/17                     |                    | 25° 00′ 58″ S, 47° 55′ 39″ O | bem tombado pelo CONDEPHAAT                                                     |            |
|        | Imóvel à Rua Tristão Lobo, nº 230                       |                    | 25° 00′ 58″ S, 47° 55′ 39″ O | bem tombado pelo CONDEPHAAT                                                     |            |
|        | Imóvel à Rua Tristão Lobo, nº 230/96                    |                    | 25° 00′ 58″ S, 47° 55′ 39″ O | bem tombado pelo CONDEPHAAT                                                     |            |
|        | Imóvel à Rua Tristão Lobo, nº 231                       |                    | 25° 00′ 58″ S, 47° 55′ 39″ O | bem tombado pelo CONDEPHAAT                                                     |            |
|        | Imóvel à Rua Tristão Lobo, nº 235/85                    |                    | 25° 00′ 58″ S, 47° 55′ 39″ O | bem tombado pelo CONDEPHAAT                                                     |            |
|        | Imóvel à Rua Tristão Lobo, nº 238                       |                    | 25° 00′ 58″ S, 47° 55′ 39″ O | bem tombado pelo CONDEPHAAT                                                     |            |
|        | Imóvel à Rua Tristão Lobo, nº 239                       |                    | 25° 00′ 58″ S, 47° 55′ 39″ O | bem tombado pelo CONDEPHAAT                                                     |            |
|        | Imóvel à Rua Tristão Lobo, nº 243/17                    |                    | 25° 00′ 58″ S, 47° 55′ 39″ O | bem tombado pelo CONDEPHAAT                                                     |            |
|        | Imóvel à Rua Tristão Lobo, nº 245/239/86/81             |                    | 25° 00′ 58″ S, 47° 55′ 39″ O | bem tombado pelo CONDEPHAAT                                                     |            |
|        | Imóvel à Rua Tristão Lobo, nº 267/257/89/84             |                    | 25° 00′ 58″ S, 47° 55′ 39″ O | bem tombado pelo CONDEPHAAT                                                     |            |
|        | Imóvel à Rua Tristão Lobo, nº 270/278                   |                    | 25° 00′ 58″ S, 47° 55′ 39″ O | bem tombado pelo CONDEPHAAT                                                     |            |
|        | Imóvel à Rua Tristão Lobo, nº 271                       |                    | 25° 00′ 58″ S, 47° 55′ 39″ O | bem tombado pelo CONDEPHAAT                                                     |            |
|        | Imóvel à Rua Tristão Lobo, nº 273                       |                    | 25° 00′ 58″ S, 47° 55′ 39″ O | bem tombado pelo CONDEPHAAT                                                     |            |
|        | Imóvel à Rua Tristão Lobo, nº 275                       |                    | 25° 00′ 58″ S, 47° 55′ 39″ O | bem tombado pelo CONDEPHAAT                                                     |            |
|        | Imóvel à Rua Tristão Lobo, nº 277/77                    |                    | 25° 00′ 58″ S, 47° 55′ 39″ O | bem tombado pelo CONDEPHAAT                                                     |            |
|        | Imóvel à Rua Tristão Lobo, nº 284/164                   |                    | 25° 00′ 58″ S, 47° 55′ 39″ O | bem tombado pelo CONDEPHAAT                                                     |            |
|        | Imóvel à Rua Tristão Lobo, nº 287/97                    |                    | 25° 00′ 58″ S, 47° 55′ 39″ O | bem tombado pelo CONDEPHAAT                                                     |            |
|        | Imóvel à Rua Tristão Lobo, nº 289/85                    |                    | 25° 00′ 58″ S, 47° 55′ 39″ O | bem tombado pelo CONDEPHAAT                                                     |            |
|        | Imóvel à Rua Tristão Lobo, nº 297/39                    |                    | 25° 00′ 58″ S, 47° 55′ 39″ O | bem tombado pelo CONDEPHAAT                                                     |            |
|        | Imóvel à Rua Tristão Lobo, nº 303                       |                    | 25° 00′ 58″ S, 47° 55′ 39″ O | bem tombado pelo CONDEPHAAT                                                     |            |
|        | Imóvel à Rua Tristão Lobo, nº 309/103/072               |                    | 25° 00′ 58″ S, 47° 55′ 39″ O | bem tombado pelo CONDEPHAAT                                                     |            |
|        | Imóvel à Rua Tristão Lobo, nº 316                       |                    | 25° 00′ 58″ S, 47° 55′ 39″ O | bem tombado pelo CONDEPHAAT                                                     |            |
|        | Imóvel à Rua Tristão Lobo, nº 321                       |                    | 25° 00′ 58″ S, 47° 55′ 39″ O | bem tombado pelo CONDEPHAAT                                                     |            |
|        | Imóvel à Rua Tristão Lobo, nº 322/24/31                 |                    | 25° 00′ 58″ S, 47° 55′ 39″ O | bem tombado pelo CONDEPHAAT                                                     |            |
|        | Imóvel à Rua Tristão Lobo, nº 329/69/s/n                |                    | 25° 00′ 58″ S, 47° 55′ 39″ O | bem tombado pelo CONDEPHAAT                                                     |            |
|        | Imóvel à Rua Tristão Lobo, nº 330                       |                    | 25° 00′ 58″ S, 47° 55′ 39″ O | bem tombado pelo CONDEPHAAT                                                     |            |
|        | Imóvel à Rua Tristão Lobo, nº 334                       |                    | 25° 00′ 52″ S, 47° 55′ 41″ O | bem tombado pelo CONDEPHAAT                                                     |            |
|        | Imóvel à Rua Tristão Lobo, nº 335/103/68                |                    | 25° 00′ 58″ S, 47° 55′ 39″ O | bem tombado pelo CONDEPHAAT                                                     |            |
|        | Imóvel à Rua Tristão Lobo, nº 342                       |                    | 25° 00′ 58″ S, 47° 55′ 39″ O | bem tombado pelo CONDEPHAAT                                                     |            |
|        | Imóvel à Rua Tristão Lobo, nº 343/64                    |                    | 25° 00′ 58″ S, 47° 55′ 39″ O | bem tombado pelo CONDEPHAAT                                                     |            |
|        | Imóvel à Rua Tristão Lobo, nº 35                        |                    | 25° 00′ 58″ S, 47° 55′ 39″ O | bem tombado pelo CONDEPHAAT                                                     |            |
|        | Imóvel à Rua Tristão Lobo, nº 368                       |                    | 25° 00′ 58″ S, 47° 55′ 39″ O | bem tombado pelo CONDEPHAAT                                                     |            |
|        | Imóvel à Rua Tristão Lobo, nº 37                        |                    | 25° 00′ 58″ S, 47° 55′ 39″ O | bem tombado pelo CONDEPHAAT                                                     |            |
|        | Imóvel à Rua Tristão Lobo, nº 375                       |                    | 25° 00′ 58″ S, 47° 55′ 39″ O | bem tombado pelo CONDEPHAAT                                                     |            |
|        | Imóvel à Rua Tristão Lobo, nº 39                        |                    | 25° 00′ 58″ S, 47° 55′ 39″ O | bem tombado pelo CONDEPHAAT                                                     |            |
|        | Imóvel à Rua Tristão Lobo, nº 409                       |                    | 25° 00′ 58″ S, 47° 55′ 39″ O | bem tombado pelo CONDEPHAAT                                                     |            |
|        | Imóvel à Rua Tristão Lobo, nº 416                       |                    | 25° 00′ 58″ S, 47° 55′ 39″ O | bem tombado pelo CONDEPHAAT                                                     |            |
|        | Imóvel à Rua Tristão Lobo, nº 440                       |                    | 25° 00′ 58″ S, 47° 55′ 39″ O | bem tombado pelo CONDEPHAAT                                                     |            |
|        | Imóvel à Rua Tristão Lobo, nº 452                       |                    | 25° 00′ 58″ S, 47° 55′ 39″ O | bem tombado pelo CONDEPHAAT                                                     |            |
|        | Imóvel à Rua Tristão Lobo, nº 462                       |                    | 25° 00′ 58″ S, 47° 55′ 39″ O | bem tombado pelo CONDEPHAAT                                                     |            |
|        | Imóvel à Rua Tristão Lobo, nº 472                       |                    | 25° 00′ 58″ S, 47° 55′ 39″ O | bem tombado pelo CONDEPHAAT                                                     |            |
|        | Imóvel à Rua Tristão Lobo, nº 482                       |                    | 25° 00′ 58″ S, 47° 55′ 39″ O | bem tombado pelo CONDEPHAAT                                                     |            |
|        | Imóvel à Rua Tristão Lobo, nº 492                       |                    | 25° 00′ 58″ S, 47° 55′ 39″ O | bem tombado pelo CONDEPHAAT                                                     |            |
|        | Imóvel à Rua Tristão Lobo, nº 502                       |                    | 25° 00′ 58″ S, 47° 55′ 39″ O | bem tombado pelo CONDEPHAAT                                                     |            |
|        | Imóvel à Rua Tristão Lobo, nº 508                       |                    | 25° 00′ 58″ S, 47° 55′ 39″ O | bem tombado pelo CONDEPHAAT                                                     |            |
|        | Imóvel à Rua Tristão Lobo, nº 51/27/238                 |                    | 25° 00′ 58″ S, 47° 55′ 39″ O | bem tombado pelo CONDEPHAAT                                                     |            |
|        | Imóvel à Rua Tristão Lobo, nº 514                       |                    | 25° 00′ 58″ S, 47° 55′ 39″ O | bem tombado pelo CONDEPHAAT                                                     |            |
|        | Imóvel à Rua Tristão Lobo, nº 520                       |                    | 25° 00′ 58″ S, 47° 55′ 39″ O | bem tombado pelo CONDEPHAAT                                                     |            |
|        | Imóvel à Rua Tristão Lobo, nº 530                       |                    | 25° 00′ 58″ S, 47° 55′ 39″ O | bem tombado pelo CONDEPHAAT                                                     |            |
|        | Imóvel à Rua Tristão Lobo, nº 54                        |                    | 25° 00′ 58″ S, 47° 55′ 39″ O | bem tombado pelo CONDEPHAAT                                                     |            |
|        | Imóvel à Rua Tristão Lobo, nº 62/222                    |                    | 25° 00′ 58″ S, 47° 55′ 39″ O | bem tombado pelo CONDEPHAAT                                                     |            |
|        | Imóvel à Rua Tristão Lobo, nº 62/228                    |                    | 25° 00′ 58″ S, 47° 55′ 39″ O | bem tombado pelo CONDEPHAAT                                                     |            |
|        | Imóvel à Rua Tristão Lobo, nº 63/273                    |                    | 25° 00′ 58″ S, 47° 55′ 39″ O | bem tombado pelo CONDEPHAAT                                                     |            |
|        | Imóvel à Rua Tristão Lobo, nº 63/34                     |                    | 25° 00′ 58″ S, 47° 55′ 39″ O | bem tombado pelo CONDEPHAAT                                                     |            |
|        | Imóvel à Rua Tristão Lobo, nº 68/s/n                    |                    | 25° 00′ 58″ S, 47° 55′ 39″ O | bem tombado pelo CONDEPHAAT                                                     |            |
|        | Imóvel à Rua Tristão Lobo, nº 75/90                     |                    | 25° 00′ 58″ S, 47° 55′ 39″ O | bem tombado pelo CONDEPHAAT                                                     |            |
|        | Imóvel à Rua Tristão Lobo, nº 81/35                     |                    | 25° 00′ 58″ S, 47° 55′ 39″ O | bem tombado pelo CONDEPHAAT                                                     |            |
|        | Imóvel à Rua Tristão Lobo, nº 83                        |                    | 25° 00′ 58″ S, 47° 55′ 39″ O | bem tombado pelo CONDEPHAAT                                                     |            |
|        | Imóvel à Rua Tristão Lobo, nº 89                        |                    | 25° 00′ 58″ S, 47° 55′ 39″ O | bem tombado pelo CONDEPHAAT                                                     |            |
|        | Imóvel à Rua Tristão Lobo, nº 93                        |                    | 25° 00′ 58″ S, 47° 55′ 39″ O | bem tombado pelo CONDEPHAAT                                                     |            |
|        | Imóvel à Rua Tristão Lobo, nº 99                        |                    | 25° 00′ 58″ S, 47° 55′ 39″ O | bem tombado pelo CONDEPHAAT                                                     |            |
|        | Imóvel à Rua Tristão Lobo, nº s/n                       |                    | 25° 00′ 58″ S, 47° 55′ 39″ O | bem tombado pelo CONDEPHAAT                                                     |            |
|        | Imóvel à Rua Tristão Lobo, nº s/n                       |                    | 25° 00′ 58″ S, 47° 55′ 39″ O | bem tombado pelo CONDEPHAAT                                                     |            |
|        | Imóvel à Rua Tristão Lobo, nº s/n                       |                    | 25° 00′ 58″ S, 47° 55′ 39″ O | bem tombado pelo CONDEPHAAT                                                     |            |
|        | Imóvel à Rua Tristão Lobo, nº s/n                       |                    | 25° 00′ 58″ S, 47° 55′ 39″ O | bem tombado pelo CONDEPHAAT                                                     |            |
|        | Imóvel à Rua Tristão Lobo, nº s/n                       |                    | 25° 00′ 58″ S, 47° 55′ 39″ O | bem tombado pelo CONDEPHAAT                                                     |            |
|        | Imóvel à Rua Tristão Lobo, nº s/n                       |                    | 25° 00′ 58″ S, 47° 55′ 39″ O | bem tombado pelo CONDEPHAAT                                                     |            |
|        | Imóvel à Rua Tristão Lobo, nº s/n                       |                    | 25° 00′ 58″ S, 47° 55′ 39″ O | bem tombado pelo CONDEPHAAT                                                     |            |
|        | Imóvel à Rua Tristão Lobo, nº s/n                       |                    | 25° 00′ 58″ S, 47° 55′ 39″ O | bem tombado pelo CONDEPHAAT                                                     |            |
|        | Imóvel à Rua Tristão Lobo, nº s/n                       |                    | 25° 00′ 58″ S, 47° 55′ 39″ O | bem tombado pelo CONDEPHAAT                                                     |            |
|        | Imóvel à Rua Tristão Lobo, nº s/n                       |                    | 25° 00′ 58″ S, 47° 55′ 39″ O | bem tombado pelo CONDEPHAAT                                                     |            |
|        | Imóvel à Rua Tristão Lobo, nº s/n                       |                    | 25° 00′ 58″ S, 47° 55′ 39″ O | bem tombado pelo CONDEPHAAT                                                     |            |
|        | Imóvel à Rua Tristão Lobo, nº s/n                       |                    | 25° 00′ 58″ S, 47° 55′ 39″ O | bem tombado pelo CONDEPHAAT                                                     |            |
|        | Imóvel à Rua Tristão Lobo, nº s/n                       |                    | 25° 00′ 58″ S, 47° 55′ 39″ O | bem tombado pelo CONDEPHAAT                                                     |            |
|        | Imóvel à Rua Tristão Lobo, nº s/n                       |                    | 25° 00′ 58″ S, 47° 55′ 39″ O | bem tombado pelo CONDEPHAAT                                                     |            |
|        | Imóvel à Rua Tristão Lobo, nº s/n                       |                    | 25° 00′ 58″ S, 47° 55′ 39″ O | bem tombado pelo CONDEPHAAT                                                     |            |
|        | Imóvel à Rua Tristão Lobo, nº s/n/262                   |                    | 25° 00′ 58″ S, 47° 55′ 39″ O | bem tombado pelo CONDEPHAAT                                                     |            |
|        | Imóvel à Rua Tristão Lobo, nº s/n/40                    |                    | 25° 00′ 58″ S, 47° 55′ 39″ O | bem tombado pelo CONDEPHAAT                                                     |            |
|        | Parque Estadual da Ilha do Cardoso                      | 3 de julho de 1962 | 25° 11′ 06″ S, 47° 59′ 43″ O | parte do Património Mundial                                                     |            |
|        | Quilombo Ariri                                          |                    | 25° 00′ 22″ S, 47° 56′ 47″ O | quilombo tombado pela Constituição Federal do Brasil de 1988                    |            |
|        | Quilombo Mandira                                        |                    | 25° 00′ 24″ S, 47° 55′ 14″ O | quilombo tombado pela Constituição Federal do Brasil de 1988                    |            |
|        | Quilombo Porto Cubatão                                  |                    | 25° 00′ 48″ S, 47° 55′ 32″ O | quilombo tombado pela Constituição Federal do Brasil de 1988                    |            |
|        | Quilombo Rio das Minas                                  |                    | 25° 01′ 06″ S, 47° 55′ 31″ O | quilombo tombado pela Constituição Federal do Brasil de 1988                    |            |
|        | Quilombo Santa Maria                                    |                    | 25° 01′ 27″ S, 47° 55′ 34″ O | quilombo tombado pela Constituição Federal do Brasil de 1988                    |            |
|        | Quilombo São Paulo Bagre                                |                    | 25° 00′ 54″ S, 47° 55′ 57″ O | quilombo tombado pela Constituição Federal do Brasil de 1988                    |            |
|        | Quilombo Taquari                                        |                    | 25° 01′ 15″ S, 47° 56′ 29″ O | quilombo tombado pela Constituição Federal do Brasil de 1988                    |            |
|        | Quilombo Varadouro                                      |                    | 25° 00′ 35″ S, 47° 56′ 07″ O | quilombo tombado pela Constituição Federal do Brasil de 1988                    |            |
|        | Três Sambaquis                                          |                    |                              | bem tombado pelo CONDEPHAAT                                                     |            |

∑ 328 items.